# Seč I

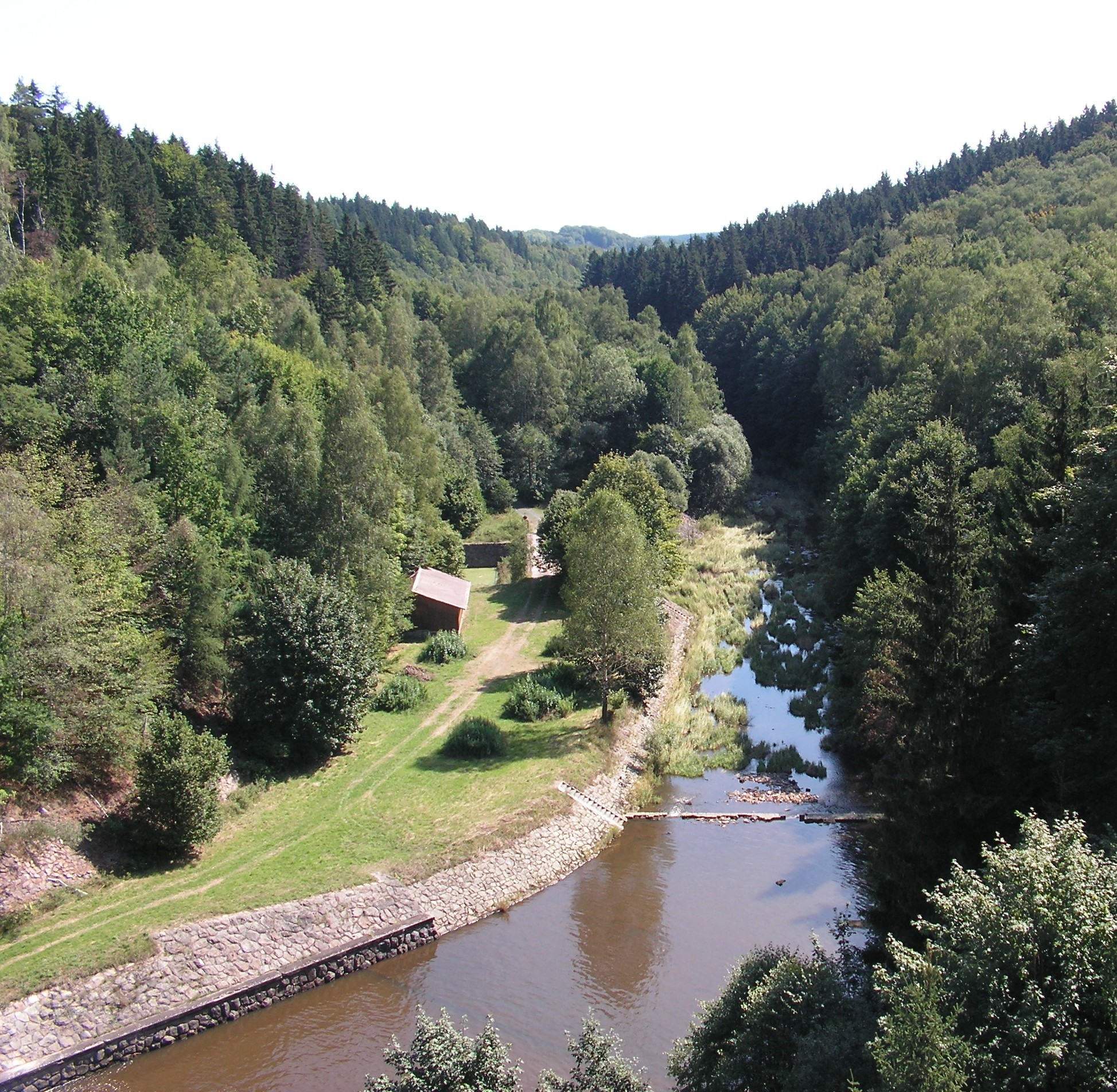
Widok z zapory na rzekę Chrudimkę

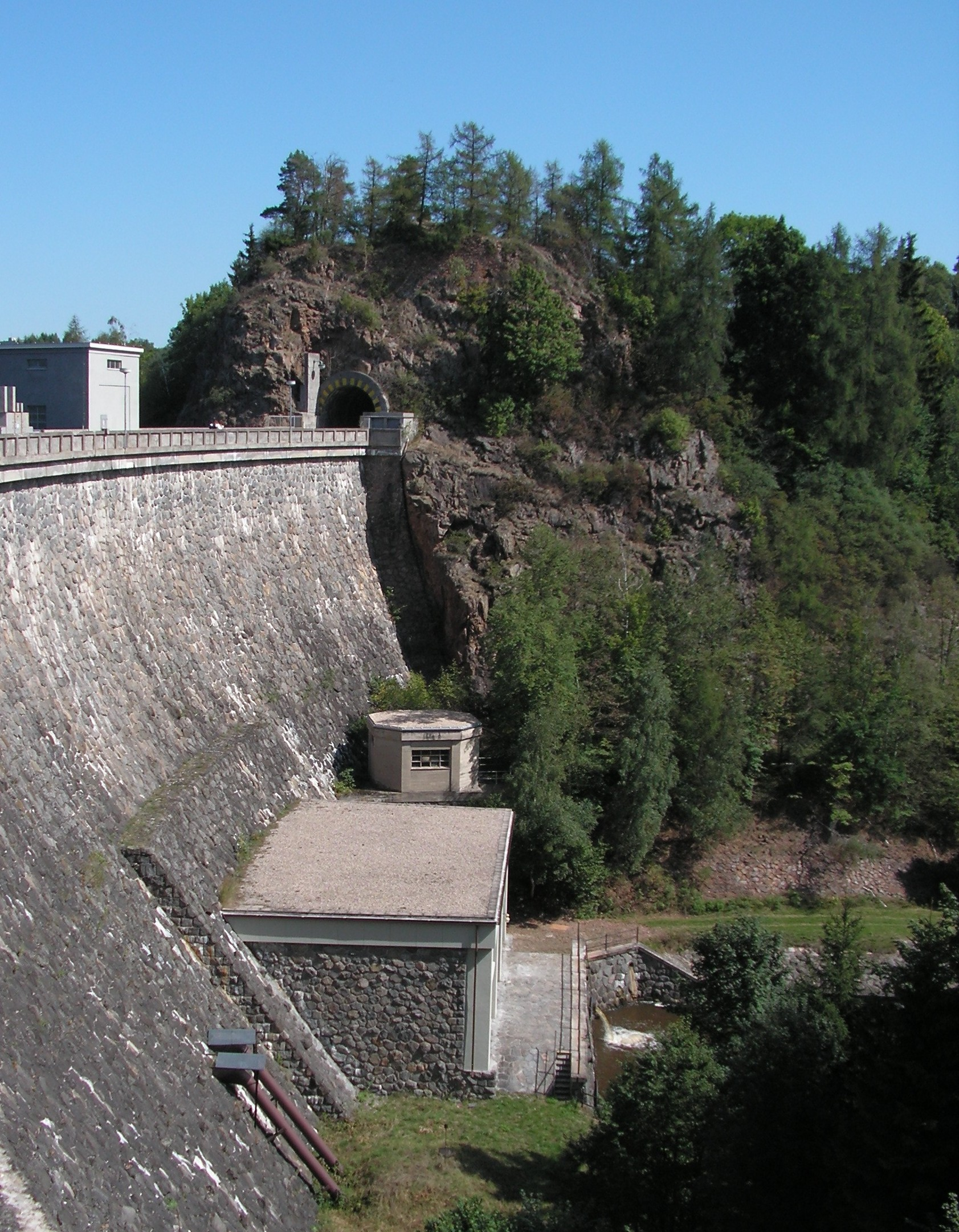
Zapora Seč I

Seč I – zapora wodna i zbiornik, zbudowane w latach 1925 – 1934 na rzece Chrudimce w Czechach, na terenie Gór Żelaznych. Zapora skonstruowana jest z bloków granitowych pomiędzy turniami, na których stoją zamki Oheb i Vildštejn. Kamień był dostarczany koleją linową z kamieniołomu pod Libkovem. 
Wody zbiornika zatopiły około jedenaście domów, cztery młyny i tartaki oraz roszarnię lnu. Na brzegach powstał największy teren rekreacyjny w kraju pardubickim. Na skalnym półwyspie i zboczach w okolicy utworzono w 1996 rezerwat przyrody, chroniący ruiny zamku Oheb.
Zbiornik pełni funkcję energetyczną (elektrownia), przeciwpowodziową i rekreacyjną. W pobliżu, także na Chrudimce, znajdują się zbiorniki Seč II oraz Křižanovice I i Křižanovice II.

## Dane techniczne
- wysokość zapory – 42 m
- szerokość w koronie – 165 m
- pojemność zbiornika – 22.000.000 m³ wody